# 李秋喜
李秋喜（1961年—2023年12月15日），山西晋城人，中国共产党員，高级政工师，汉族，山西杏花村汾酒集团党委书记、董事长。

## 生平
李秋喜1981年进入太原化学工业学校无机8301班学习。1983年8月，李秋喜毕业，分配到山西化肥厂工作。1984年12月，他加入中国共产党。
2013年，被选为第十二届全国人大代表。2018年2月24日，当选为第十三届全国人大代表。